# Celestín Mrázek
Celestín Mrázek (* 3. května 1941 Praha) je československý basketbalista, stříbrný medailista z Mistrovství Evropy 1967, mistr Československa 1960, trenér a sportovní funkcionář.
Vystudoval Univerzitu Karlovu, fakultu přírodních věd a institut tělesné výchovy a sportu (ITVS). Basketbal začal hrát za družstva mládeže klubu Sparta Praha.
V československé basketbalové lize odehrál celkem 10 sezón (1959–1969) za kluby Spartak Sokolovo / od roku 1965 Sparta ČKD Praha 9 sezón a Dukla Olomouc jednu sezónu (1962/63). Se Spartou Praha získal 8 medailí, jednu zlatou a titul mistra Československa v roce 1960, jednu stříbrnou za druhé místo v roce 1961 a šest bronzových za třetí místa (1962, 1964, 1966 až 1969). V československé basketbalové lize po roce 1962 (zavedení podrobných statistik zápasů) zaznamenal 1827 bodů.
S týmem Spartak Sokolovo se zúčastnil Poháru evropských mistrů 1960/61 s postupem až do čtvrtfinále (bilance 5 vítězství ze 6 zápasů).
Za československou basketbalovou reprezentaci hrál na Mistrovství Evropy 1967 v Helsinkách a získal stříbrnou medaili za druhé místo. Za reprezentační družstvo Československa v letech 1963–1967 odehrál celkem 33 zápasů.  
Ve Francii v letech 1969–1972 basketbal hrál za AS Denain Voltaire a v basketbalové lize Francie skončili na 4., 2. a 3. místě.	Ve Švýcarsku po roce 1972 učil na univerzitě v Bernu a ve Fribourgu didaktiku a pedagogiku. Byl hráčem, trenérem a funkcionářem ve švýcarském klubu Fribourg Olympic. Startoval s ním ve 4 ročnících evropských pohárů klubů v basketbale, z toho ve 2 ročnících Poháru evropských mistrů a ve 2 ročnících Poháru vítězů pohárů. Ve Švýcarsku byl trenérem basketbalového reprezentačního družstva mužů v letech 1975–1976 a kadetů, s nimž se probojoval do finálové soutěže Mistrovství Evropy (12. místo). Do České republiky se vrátil v roce 2011.

## Hráčská kariéra

### Kluby
- 1959–1962, 1963–1971 Spartak Sokolovo /od 1965 Sparta ČKD Praha – mistr Československa (1960), 2. místo (1961), 6x 3. místo: (1962, 1964, 1966, 1967, 1968, 1969), 5. místo (1965)
- 1962/1963 Dukla Olomouc – 12. místo (1963)
- Československá basketbalová liga celkem 12 sezón (1959–1969), 1827 bodů a 8 medailových umístění
  - mistr Československa (1960), vicemistr Československa (1961), 6x 3. místo (1962, 1964, 1966, 1967, 1968, 1969)
- Evropské poháry klubů – s týmem Spartak Sokolovo
  - Pohár evropských mistrů 1960/61, postup do čtvrtfinále, vyřazeni CCA Bukrešť (60:50, 47:65)

- 1969–1972 AS Denain Voltaire (Francie) – 2., 3. a 4. místo v basketbalové lize Francie 1970–1972
- 1972–1975 Fribourg Olympic, Švýcarsko, 3 sezóny hráč a trenér

### Československo
- Mistrovství Evropy 1967 Helsinky, Finsko (1 bod /2 zápasy) 2. místo
- Za reprezentační družstvo mužů Československa v letech 1963–1967 celkem 33 utkání.

## Trenér
- 1972–1977, 1983–1985 Fribourg Olympic, Švýcarsko
- 1975–1976 Švýcarsko, reprezentační družstvo mužů
- Švýcarsko, reprezentační družstvo kadetů, 12. místo na Mistrovství Evropy